# 1921 en architecture
| Années de l'architecture : 1918 - 1919 - 1920 - 1921 - 1922 - 1923 - 1924    |
| Décennies de l'architecture : 1890 - 1900 - 1910 - 1920 - 1930 - 1940 - 1950 |

Cet article présente les faits marquants de l'année 1921 en architecture.

## Réalisations
- Erich Mendelsohn construit la tour Einstein près de Potsdam.
- Erich Mendelsohn construit le siège du Berliner Tageblatt.
- Walter Gropius construit le monument des morts de mars à Weimar.

## Événements
- 21 décembre : inauguration à Calcutta du Victoria Memorial, grand bâtiment de marbre, combinant architecture britannique et architecture moghole, construit à l’instigation du vice-roi, Lord Curzon, en mémoire de la reine Victoria, qui est aujourd’hui l’un des plus impressionnants vestiges de la présence britannique de la ville.

- Hugo Häring et Ludwig Mies van der Rohe proposent lors d'un concours pour un immeuble de bureaux sur la Friedrichstraße un bâtiment tout en verre.
- Mise en service du Nine Arch Bridge au Sri Lanka.

## Récompenses
- Royal Gold Medal : Edwin Lutyens.
- Prix de Rome : Léon Azéma, premier grand prix ; Maurice Mantout second grand prix.

## Naissances
- 15 janvier André Jacqmain, architecte belge, mort le 28 janvier 2014.

## Décès
- 3 mars : Pierre Cuypers (° 16 mai 1827).
- 6 juin : Paul Tornow (° 14 juin 1848).
- Charles André (° 1841).